# Johann Jakob Hottinger (Philologe)

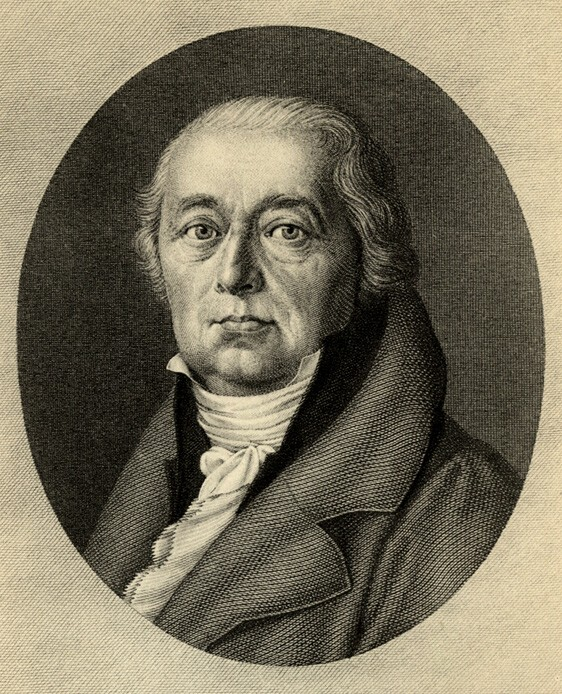
Johann Jakob Hottinger; Stich von Melchior Esslinger.

Johann Jakob Hottinger (* 2. Februar 1750 in Hausen bei Ossingen, Kanton Zürich; † 4. Februar 1819 in Zürich) war ein Schweizer Philologe, Übersetzer und Schriftsteller.

## Leben
Johann Jakob Hottinger war der Sohn des Pfarrers von Ossingen, Johann Heinrich Hottinger, damit Urenkel des Theologen Johann Jakob Hottinger (1652–1735) und Ururenkel des Orientalisten Johann Heinrich Hottinger.
Hottinger besuchte das Collegium Carolinum in Zürich, wo er von Johann Jakob Steinbrüchel und Johann Jakob Breitinger gefördert wurde; auch Johann Jakob Bodmer zählte zu seinen Lehrern. 1769 wurde er ordiniert. Mit einem Stipendium reiste er 1770 zunächst nach Yverdon und Genf, dann nach Göttingen, wo er 1774 doktorierte.
Im Frühjahr 1774 erhielt er den Ruf als Professor der Eloquenz ans Zürcher Carolinum und reiste über Holland und Frankreich zurück in die Schweiz. Bekannt wurde Hottinger bald durch eine 1775 veröffentlichte Polemik gegen Johann Caspar Lavater (Sendschreiben an den Verfasser der Nachrichten …) und seine gegen Goethes Die Leiden des jungen Werther gerichtete Satire Briefe von Selkof an Welmar (1777).
Ab 1789 war Hottinger Professor der griechischen und lateinischen Sprache am Collegium humanitatis. Nach Steinbrüchels Tod erhielt er schließlich am 28. Februar 1796 dessen Professur der griechischen Sprache und Philologiae sacrae (Hermeneutik) am Carolinum und das damit verbundene Kanonikat.
Hottinger galt als ein einflussreicher Vertreter der Zürcher Aufklärung. Neben seinen philologischen Editionen und Übersetzungen arbeitete Hottinger auch belletristisch, unter anderem als Verfasser vaterländischer Dramen und als Begründer der Bibliothek der neuesten theologischen, philosophischen und schönen Litteratur. Er verfasste 1796 die vielbeachtete Biografie Salomon Geßner.

## Werke
Belletristik
- Herausgabe des Neuen attischen Museums (Zürich 1802–10) mit Christoph Martin Wieland und Friedrich Jacobs
- Bibliothek der neuesten theologischen, philosophischen und schönen Litteratur[1] (Zürich 1784–1786)
- Preisschrift Versuch einer Vergleichung der deutschen Dichter mit den Griechen und Römern (Mannheim 1789) (Digitalisat)

Altphilologie
- Opuscula oratoria (Zürich 1816)
- Opuscula philosophica, critica atque hermeneutica (Leipzig 1817)

Editionen
- Sallust (Zürich 1778)
- Cicero: De divinatione (Leipzig 1793)

Übersetzungen
- Cicero: De divinatione (Zürich 1789)
- Cicero: De officiis (Zürich 1800)
- Theophrast: Charaktere (München 1810)

Biographien
- Acroama de Bodmero (Zürich 1783)
- Salomon Geßner (Zürich 1796)